# Clarksburg (Tennessee)
Clarksburg és una població dels Estats Units a l'estat de Tennessee. Segons el cens del 2005 tenia 342 habitants.

## Demografia
Segons el cens del 2000, Clarksburg tenia 285 habitants, 119 habitatges, i 81 famílies. La densitat de població era de 93,3 habitants/km².
Dels 119 habitatges en un 26,1% hi vivien nens de menys de 18 anys, en un 55,5% hi vivien parelles casades, en un 10,9% dones solteres, i en un 31,1% no eren unitats familiars. En el 30,3% dels habitatges hi vivien persones soles el 21,8% de les quals corresponia a persones de 65 anys o més que vivien soles. El nombre mitjà de persones vivint en cada habitatge era de 2,39 i el nombre mitjà de persones que vivien en cada família era de 2,96.
Per edats la població es repartia de la següent manera: un 20,4% tenia menys de 18 anys, un 7,7% entre 18 i 24, un 25,3% entre 25 i 44, un 22,8% de 45 a 60 i un 23,9% 65 anys o més.
L'edat mediana era de 44 anys. Per cada 100 dones de 18 o més anys hi havia 78,7 homes.
La renda mediana per habitatge era de 31.406$ i la renda mediana per família de 43.750$. Els homes tenien una renda mediana de 31.250$ mentre que les dones 20.938$. La renda per capita de la població era de 14.458$. Cap de les famílies i el 7,2% de la població estaven per davall del llindar de pobresa.

## Poblacions més properes
El següent diagrama mostra les poblacions més properes.